# Мандельштам, Лев Борисович
Лев Борисович (Лейб Берович) Мандельштам (также — Лейба Берелевич и Лейба Беркович; 1838, Ново-Жагоры, Шавельский уезд, Виленская губерния — 21 февраля 1901, Казань) — русский врач-педиатр, инфекционист, учёный-медик и организатор здравоохранения. Действительный статский советник (1900).

## Биография
Родился в Ново-Жагоре Виленской губернии (с 1842 года — Ковенская губерния), в купеческой семье Бера Лозеровича Мандельштама (1815—?) и Ханы Мандельштам (1820—?), был одним из пятерых детей. В 1856 году был принят на первый курс медицинского факультета Императорского Харьковского университета, который окончил в 1861 году со званием лекаря. В 1862 году там же выдержал экстерном экзамен на звание уездного врача.
4 декабря 1861 года вступил в службу городовым врачом города Лубны, в 1865 году перешёл на ту же должность в Сураже и в 1867 году в Кролевце Черниговской губернии. В 1871–1872 годах Департаментом Министерства внутренних дел был для научной работы прикомандирован к Санкт-Петербургской медико-хирургической академии.
В 1873 году в Императорском Казанском университете защитил диссертацию доктора медицины по теме «К патологии поджелудочной железы в острых инфекционных болезнях (гистологическое исследование)» (опубликована в «Учёных записках Императорского Казанского университета» № 5, 1873, и отдельным изданием в том же году). В том же году назначен помощником инспектора Врачебного отделения Казанского губернского правления. Был гласным Губернского земства и Городской думы. Статский советник (1880).
С 1886 года приватдоцент детских болезней Казанского университета, читал лекции по детским болезня. С 4 октября 1891 года — Казанский губернский врачебный инспектор и член Губернского правления (перед назначением на должность с женой и сыном принял православие, дочь приняла лютеранство). Начальник Врачебного отделения Казанского губернского правления, управляющий I и II отделениями Губернского правления.
В 1878 году ему «за отличную усердную службу Всемилостивейшее пожалован орден Святого Станислава 3 степени»; в 1879 году за его работу в Обществе попечения о раненых и больных воинах «Государь Император за оказанные особые труды и заслуги соизволил пожаловать орденом Святой Анны 3 степени». В том же году утверждён членом-сотрудником Казанского попечительного о бедных комитета, а в 1882 году, отмечая безвозмездную врачебную деятельность Л. Б. Мандельштама в Николаевском детском приюте, «Государыня Императрица по всеподданнейшему докладу соизволила назначить его Почётным членом Казанского Губернского Попечительства детских приютов». За свою деятельность в этом попечительстве Л. Б. Мандельштам был награждён орденом Святого Станислава 2-й степени (1882) и орденом Святого Владимира 4 степени (1891).
С 1875 года одновременно выполнял обязанности врача Казанской тюремной больницы. В 1886 году за усердную деятельность по «ведомству Общества попечительного о тюрьмах» был удостоен ордена Святой Анны 2 степени. Осенью 1891 года выезжал в охваченные эпидемией чумы Цивильский и Ядринский районы Казанской губернии для организации санитарных мер для борьбы с эпидемией. Разработал меры по борьбе с эпидемиями тифа и холеры в Казанской губернии (1891—1892), руководил врачебно-санитарными отрядами, направленными в поражённые эпидемиями уезды. 1 января 1900 года Л. Б. Мандельштаму был пожалован чин Действительного статского советника.
Автор научных трудов по патологической физиологии и фармакотерапии инфекционных заболеваний, организации здравоохранения и санитарной гигиене. Занимался изучением воздействия препаратов фосфора на течение рахита у детей.
Проживал в собственном доме на углу улиц Бассейной и Касаткина.

## Семья
Жена — Елизавета Мандельштам (в девичестве Заленская), из купеческой еврейской семьи.
Дети — Михаил Львович Мандельштам (до крещения Моисей Лейбович; 1 апреля 1866, Сураж — 5 февраля 1939, Москва), адвокат и публицист, был женат на актрисе Ольге Александровне Голубевой; оперная певица (драматическое сопрано) Евгения Львовна Мандельштам (по сцене Львова;  3 января 1869, Кролевец — 15 апреля 1919, Бобруйск), в 1892—1900 годах была замужем за присяжным поверенным Габриэлем Феликсовичем Шершеневичем (их сын — поэт Вадим Шершеневич); Николай Львович Мандельштам (до крещения Кельман Лейбович, 6 июня 1871 — ?), в 1890-е годы был сначала помощником присяжного поверенного (1891), потом присяжным поверенным Екатеринбургского окружного суда, был женат на Любови Авдиевне Молчановой.
Приходился троюродным братом отцу поэта Осипа Мандельштама.

## Публикации
- К патологии поджелудочной железы в острых инфекционных болезнях. Казань: Типография Казанского университета, 1873. — 57 с.
- Судебно-медицинский случай отравления мышьяком. Казань: Типография Императорского университета, 1881. — 10 с.
- Клинические наблюдения над действием минимальных количеств фосфора при английской болезни. СПб: Типография Я. Трей, 1889. — 32 с.
- Каталог Казанской научно-промышленной выставки 1890 года. Сост. Л. Б. Мандельштам. Детский отдел. Казань, 1890.
- Врачебно-санитарные отряды, сформированные для борьбы с тифозной эпидемией в Цивильском и Ядринском уездах Казанской губернии, на средства Министерства внутренних дел в 1891—1892 годах. Казань: Типография Губернского правления, 1892. — 35 с.[7]
- Отчёт о деятельности летучих врачебно-санитарных отрядов, сформированных для борьбы с холерной эпидемией 1892 года в Чистопольском, Спасском и Тетюшском уездах Казанской губернии. Казань: Типография Губернского правления, 1893. — 30 с.